# Venapunctie

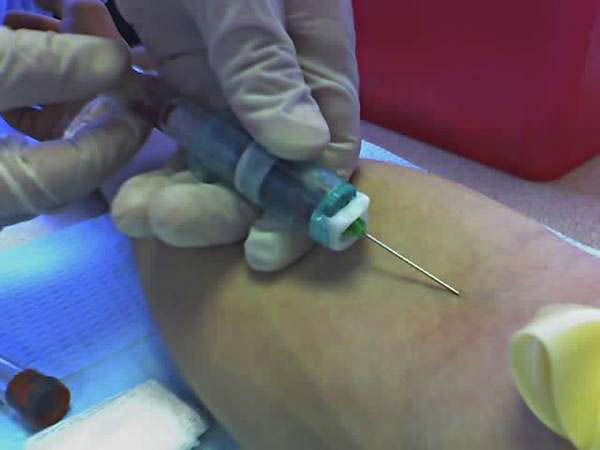
Venapunctie

Venapunctie of venepunctie is het aanprikken (punctie) van een ader (vena) met een holle naald. Voor het afnemen van bloed worden meestal  buizen gebruikt met een nauwkeurig vastgesteld vacuüm. Zo kan een vaste hoeveelheid bloed worden opgezogen. Aan de buizen kunnen anticoagulantia zijn toegevoegd, stoffen die voorkomen dat het bloed stolt. Bloedonderzoek vindt vervolgens plaats in het laboratorium. Hier worden uit de met bloed gevulde buizen bloedcellen geïsoleerd, of plasma indien gewenst. Er zijn ook buizen die geen toevoegingen hebben, zodat het bloed stolt. Hieruit wordt serum geïsoleerd. 
De meeste venapuncties vinden plaats in de elleboogplooi. Ook kan er bloed worden afgenomen uit de aderen van de onderarm, de voet of het hoofd. Het is gebruikelijk dat men de punctieplaats desinfecteert met een mix van 0,5% Chloorhexidine en  70% ethanol. Om de bovenarm wordt een stuwband aangetrokken, waardoor de aders zichtbaar opzwellen. Door de patiënt een vuist te laten maken of op de aderen te tikken met gestrekte vingers worden deze vaak nog beter zichtbaar. Strikt genomen wordt er bij voorkeur juist geen vuist gemaakt omdat hierdoor de testuitslagen kunnen worden beïnvloed. Vervolgens wordt de holle naald door de huid en de vaatwand heen gestoken. Aan het andere eind van de naald wordt de buis geplaatst, die zich vult met bloed. Zodra het bloed in de buis loopt wordt de stuwband losgemaakt. Wanneer de buis vol is kan een volgende buis worden gevuld. De buizen moeten volledig worden gevuld met bloed, anders kunnen de uitslagen foutief worden beïnvloed. De venapunctie wordt beëindigd door het terugtrekken van de naald en het met een watje/gaasje afdekken van de punctiewond. Na de venapunctie is het bijzonder belangrijk dat de buizen goed worden gezwenkt. Dit om het bloed te mengen met de eventuele anticoagulantia in de buis.
Het is belangrijk om de procedure van bloedafname verregaand te standaardiseren. Immers, men wil de testuitslagen kunnen vergelijken met vorige uitslagen en met de referentiewaarden van de gezonde bevolking. Er zijn veel omstandigheden die de uitslagen kunnen beïnvloeden, waaronder:
- nuchter prikken of na een maaltijd (glucose, triglyceriden, ijzer, totaal eiwit)
- tijdstip van de dag, in verband met dagritme
- tijdsduur die na het afnemen verstrijkt tot de analyse (kalium, bloedplaatjes)
- stuwing (kalium)
- houding; liggend of zittend

## Gebruik van geur bij venapunctie
Uit onderzoek is gebleken dat de geur van moedermelk de variabiliteit van de hartslag en zuurstofsaturatie van prematuren kan verminderen tijdens en na de venapunctie.